# Kazuo Fukushima
Kazuo Fukushima (japanisch 福島 和夫, Fukushima Kazuo; * 11. April 1930 in Tokio; † 19. August 2023 in Tokio) war ein japanischer Komponist.
Fukushima begann als kompositorischer Autodidakt. 1953 trat er der experimentellen Gruppe Jikken Kobo bei, die von Toru Takemitsu und Jōji Yuasa gegründet worden war. 1961 nahm er an den Darmstädter Ferienkursen teil, lebte 1961/1962 in Cambridge und übersiedelte dann wieder nach Japan. 1964 erhielt er eine Professur an der Ueno-Gakuen-Musikhochschule Tokio.
Seine Musik bevorzugt als Instrument die Flöte und überträgt dabei Spielelemente japanischer Flöten, vorwiegend der im No-Theater verwendeten Nohkan-Flöte, in zweiter Linie auch der Shakuhachi, auf die Querflöte. In Fukushimas Musik verbinden sich zeitgenössische westliche Strömungen mit der japanischen Tradition des No-Theaters und des Gagaku. 
Besonders seine drei Stücke Requiem, Mei und Shun-san, sind fester Bestandteil des Repertoires für Flöte solo geworden. Sie sind von biographischen Erfahrungen Fukushimas ebenso wie von Elementen japanischer Religiosität und des Zen-Buddhismus geprägt. Requiem und Mei handeln vom Thema des menschlichen Todes, Shun-san von der Geburt. Fukushima schreibt dazu: „Alle meine Werke, die Shun-San vorausgingen, haben das gemeinsame Merkmal eines Requiems. 1945 endete der Krieg, ich war 15 Jahre alt. Vor dem Krieg hatte meine Familie sieben Mitglieder, nach dem Krieg waren es vier. Mehrmals bin ich selbst nur knapp dem Tod entkommen. Der Tod war unser Nachbar, und viele junge Menschen verloren ihr Leben. Als ich komponierte, war es für mich selbstverständlich, dass meine Stücke zu einem Requiem wurden. Mei ist ein Requiem für eine bestimmte Person (Dr. Wolfgang Steinecke), die anderen Werke sind, wenn ich so sagen darf, für die jungen Menschen, die im Weltkrieg ihr Leben verloren haben. Shun-San wurde für zwei neugeborene Leben geschrieben, meine Tochter Sayaka und meinen Sohn Yoshiharu. (…) Leben und Tod sind zwei Seiten einer Medaille.“

## Werke
- Poésie ininterrompue für Violine solo (1953)
- Requiem für Flöte solo (1956)
- Ekāgra für Altflöte und Klavier (1957)
- Three Pieces from Chu-u für Flöte und Klavier (1959)
- Hi-Kyo für Flöte, Klavier, Streicher und Schlagzeug (1961)
- Shizu uta für Sopran, Frauenchor, 2 Flöten und Harfe (1961)
- Kadha karuna für Flöte und Klavier (1962)
- Mei für Flöte solo (1962)
- A Ring of the Wind für Klavier (1968)
- Shun-san für Flöte solo (1969)
- Rai für Flöte und Klavier (1971)
- Suien für Klavier (1972)
- Kashin für Bambusflöte, Biwa, Kontrabass und Schlagzeug (1973)